# Remaisnil
Remaisnil (picardisch: Rémini) ist eine nordfranzösische Gemeinde mit 30 Einwohnern (Stand 1. Januar 2022) im Département Somme in der Region Hauts-de-France. Die Gemeinde liegt im Arrondissement Amiens, ist Teil der Communauté de communes du Territoire Nord Picardie und gehört zum Kanton Doullens.

## Geographie
Die Gemeinde liegt an der nördlichen Grenze des Départements Somme und nördlich des Flusses Authie, den das Gemeindegebiet nicht erreicht, rund zehn Kilometer nordwestlich von Doullens.

## Toponymie und Geschichte
Der Ortsname wird auf die Bezeichnung Haimaraedi mansionile (kleines Haus des Haimaraed) zurückgeführt; im Jahr 1100 lautet er Heriremaisnil.
Im Jahr 1507 war Hutin de Mailly Herr des Orts. In Remaisnil legte die Wehrmacht im Zweiten Weltkrieg eine Raketenabschussbasis an. Das Schloss gehörte zeitweise der Designerin Laura Ashley.

## Einwohner
| 1962 | 1968 | 1975 | 1982 | 1990 | 1999 | 2006 | 2011 |
| ---- | ---- | ---- | ---- | ---- | ---- | ---- | ---- |
| 48   | 54   | 45   | 53   | 40   | 35   | 38   | 40   |

## Verwaltung
Bürgermeister (maire) ist seit 2008 Alain Regnault.

## Sehenswürdigkeiten
- 1760 an der Stelle eines älteren Baus errichtetes Schloss, seit 1986 als Monument historique eingetragen (Base Mérimée PA00116227)
- Kirche Saint-Barthélemy
- Sankt-Anna-Kapelle